# محمد رشيد كشيش
محمد رشيد كشيش هو سياسي تونسي.

## السيرة الذاتية
عين في 23 يناير 2001 في منصب الكاتب العام للحكومة التونسية وبقي فيه حتى 22 مارس 2004، أين عين في منصب وزير المالية في حكومة محمد الغنوشي الأولى، وبقي على رأس الوزارة لأكثر من خمسة سنوات، حيث غادرها في 15 يناير 2010. عين وقتها كوزير مستشار لدى الوزير الأول محمد الغنوشي. بعد الثورة التونسية، أعلن عن إنهاء إبقائه بحالة مباشرة بالقطاع العمومي في 14 فبراير 2011.

## التتبعات القضائية
بعد الثورة التونسية في 2011، وجهت اتهامات بالفساد إلى محمد رشيد كشيش. أخلت محكمة سبيله في 12 أغسطس 2011 ولكنها لم تسقط عنه الاتهامات. في 30 سبتمبر من نفس السنة، استمع لأقواله في قضية فساد أخرى.